# LVT Lebensmittel Industrie
Die LVT Lebensmittel Industrie ist eine deutsche Fachzeitschrift aus dem Wiley-VCH Verlag für Fach- und Führungskräfte in der Lebensmittelindustrie, der Getränkeindustrie und deren Verpackungs- und Maschinenzulieferindustrie. Branchennachrichten, Fachartikel und praxisorientierte Anwenderbeiträge berichten über alle Aspekte der gesamten Wertschöpfungskette. Sie sollen dem Leser Unterstützung bei den technischen Fragen in der Produktion, Verfahrenstechnik und Verpackung von Nahrungs- und Genussmitteln bieten.
Zu den ständigen Themen gehören Fördertechnik, Verpackung und Logistik, Fooddesign, Hygiene und Überwachung, IT und Automatisierung, sowie der komplette Bereich Produktion wie Betriebstechnik, Anlagenbau und Komponenten oder Verfahrenstechnik. Abseits der ständigen Themen werden auch die wichtigsten Messen der Branchen thematisiert, einzelne Industriezweige im Branchen-Fokus schwerpunktmäßig behandelt und aktuell wichtige Themen wie Nachhaltigkeit oder modernes Management in ausführlichen Specials aufgearbeitet.
Die LVT Lebensmittel Industrie erscheint acht Mal im Jahr und hat laut IVW eine Auflage von etwa 11.000 Exemplaren (Stand Quartal 2/2015).
Die erste Ausgabe erschien im Oktober 1949 unter dem Namen Die Lebensmittel-Industrie – Forschung Praxis Verwaltung im Verlag Die Wirtschaft, Ostberlin.
Ab 1981 erschien sie im VEB Fachbuchverlag Leipzig unter dem Namen Lebensmittelindustrie – Zeitschrift für Wissenschaft und Technik.
1989 erwarb Oskar Ohler den Titel, der fortan im Meisenbach Verlag veröffentlicht wurde.
2000 kaufte der Wiley-VCH Verlag die Zeitschrift von Oskar Ohler. Im Oktober 2001 verlegte WILEY-VCH den Titel gemeinsam mit CITplus zum GIT VERLAG und der Titel erhielt seinen bis heute gültigen Namen LVT Lebensmittel Industrie.